# Övre Mjövattnet
Övre Mjövattnet är en sjö i Älvsbyns kommun i Norrbotten och ingår i Alterälvens huvudavrinningsområde. Sjön är 5,5 meter djup, har en yta på 0,568 kvadratkilometer och befinner sig 66 meter över havet. Sjön avvattnas av vattendraget Alterälven.

## Delavrinningsområde
Övre Mjövattnet ingår i det delavrinningsområde (729919-174451) som SMHI kallar för Utloppet av Övre Mjövattnet. Medelhöjden är 98 meter över havet och ytan är 3,77 kvadratkilometer. Räknas de 8 avrinningsområdena uppströms in blir den ackumulerade arean 131,41 kvadratkilometer. Avrinningsområdets utflöde Alterälven mynnar i havet. Avrinningsområdet består mestadels av skog (69 procent). Avrinningsområdet har 0,92 kvadratkilometer vattenytor vilket ger det en sjöprocent på 15,9 procent.